# Jan Charouz

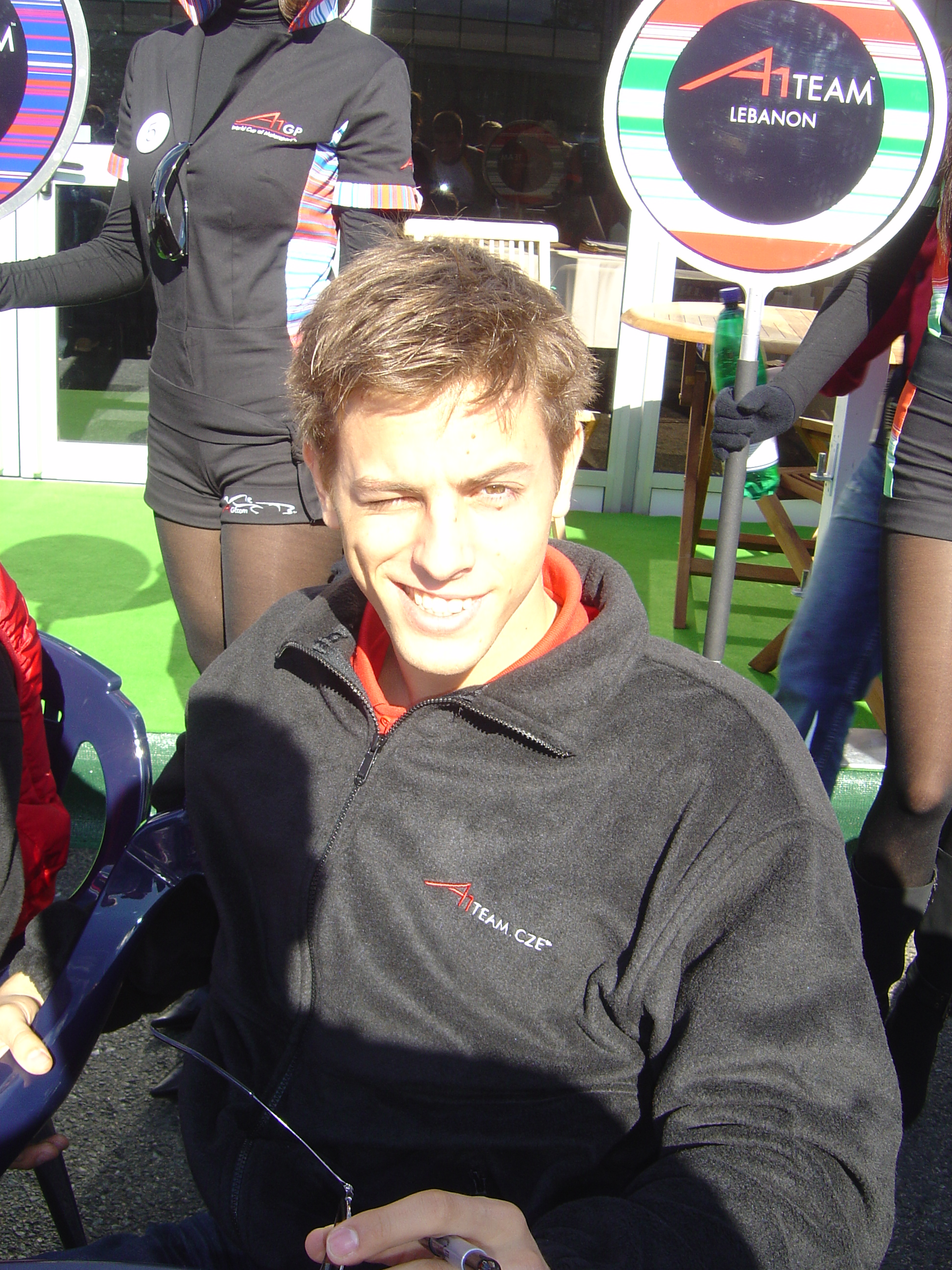
Jan Charouz en 2007

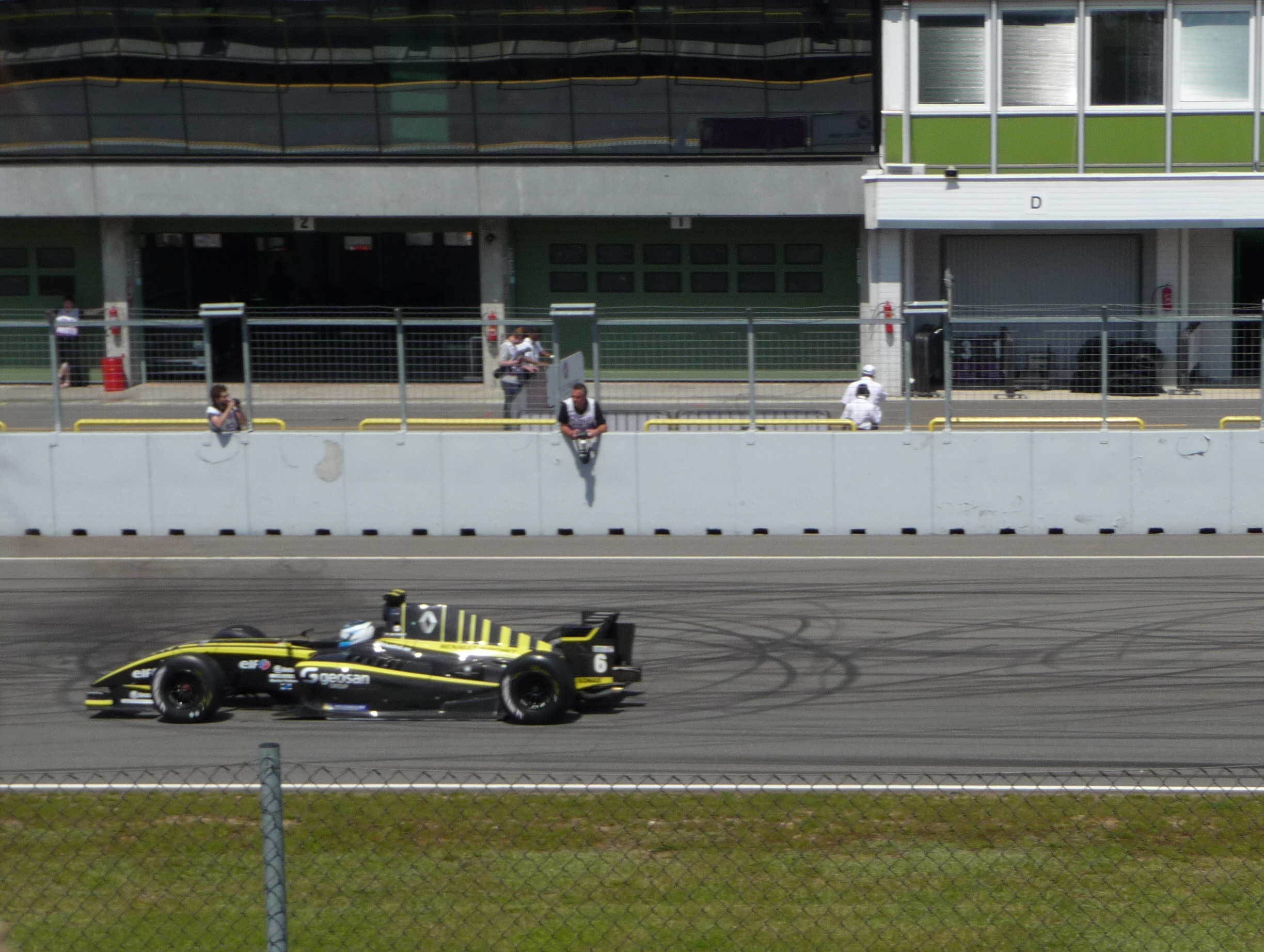
Jan Charouz en World Series by Renault à Brno en 2010

Jan Charouz, né le 17 juillet 1987 à Prague, est un pilote automobile tchèque. Il est également le fils d'Antonin Charouz, concessionnaire Škoda à Prague qui sponsorisait, dans les années 1980 et 1990, l'équipe nationale de Cyclo-cross de Tchécoslovaquie ainsi que l'accession de son fils en sport automobile. En 2010, il est nommé pilote essayeur pour le compte du Renault F1 Team, l'écurie française de Formule 1, et participe, actuellement, en World Series by Renault (FR 3.5) et en Auto GP.
Il effectue au Grand Prix du Brésil 2011 ses débuts en Grand Prix avec une participation à la première séance d'essais libres avec Hispania Racing F1 Team.
Il s'investit parallèlement en Endurance depuis 2007, notamment en Le Mans Series et aux mythiques 24 Heures du Mans. En 2010, il monte sur le podium des 24 Heures en terminant 2e de la catégorie LMP2 avec l'écurie OAK Racing.

## Carrière
- 2003 : Formule BMW ADAC, non classé
- 2004 : Formule BMW ADAC, 21e
- 2005 : Formule 3000 italienne, 11e
- 2006 : Formule 3000 International Masters, champion (2 victoires)
- 2007 : Le Mans Series LMP1, 8e
- 2008 : Le Mans Series LMP1, 9e
- 2009 : Le Mans Series LMP1, champion
- 2010 : World Series by Renault avec P1 Motorsport, 18e
  - Auto GP avec Charouz ISR Racing, 4e
  - 24 Heures du Mans avec OAK Racing (2e en LMP2)
- 2011 : World Series by Renault avec Gravity Charouz Racing, 25e
  - Formule 1 avec Lotus Renault GP
  - 24 Heures du Mans avec OAK Racing